# Dobbs v. Jackson Women's Health Organization
Dobbs v. Jackson Women's Health Organization est une décision historique de la Cour suprême des États-Unis du 24 juin 2022, par laquelle elle statue que la Constitution ne confère pas de droit à l'avortement.
L'affaire portait sur la constitutionnalité d'une loi de l'État du Mississippi de 2018 qui interdit la plupart des opérations d'avortement après les 15 premières semaines de grossesse. Les tribunaux inférieurs ont empêché l'application de la loi avec des injonctions préliminaires. Les injonctions sont fondées sur la décision rendue lors du procès Planned Parenthood v. Casey (en), qui empêche les États d'interdire l'avortement avant la viabilité fœtale, généralement dans les 24 premières semaines, au motif que le choix d'une femme d'avorter pendant cette période est protégé par le droit à la vie privée en vertu du Quatorzième amendement de la Constitution des États-Unis.
Après celle de deux autres juges conservateurs nommés par Donald Trump, la nomination à la Cour Suprême en 2020 de la juge originaliste — c'est-à-dire lisant la Constitution dans le contexte historique où elle a été écrite pour en respecter le sens — Amy Coney Barrett, 48 ans, mère de sept enfants et catholique, en remplacement de la juge Ruth Bader Ginsburg, 87 ans, icône de la défense des droits et de l'égalité des femmes, et passant pour vouloir aligner les interprétations des lois et de la Constitution sur les réalités sociales, a été un tournant générationnel. Le changement de majorité de la Cour Suprême a fait de Dobbs une occasion de contester les conclusions des arrêts Roe v. Wade et Casey. Plus de vingt États ont préparé une législation, dont treize avec des lois de déclenchement, pour réglementer strictement l'avortement si Dobbs renversait les jurisprudences Roe et Casey. Dobbs a davantage attiré l'attention à la suite de batailles juridiques sur le Texas Heartbeat Act, promulgué en mai 2021, conduisant à un nombre de soumissions d'amicus curiae presque record à Dobbs.
Des plaidoiries devant la Cour Suprême ont eu lieu en décembre 2021. Le 2 mai 2022, Politico a publié un projet confidentiel d'avis majoritaire écrit par le juge Samuel Alito. L'avis renversait les jurisprudences Roe et Casey, comme étant sans fondement constitutionnel, laissant la question à trancher par les législatures des États et non pas par les tribunaux. Par une déclaration faite par le juge en chef des États-Unis, John Roberts, la Cour a confirmé l'authenticité du document, mais a déclaré qu'il « ne représente pas une décision de la Cour ou la position finale d'un membre sur les questions de l'affaire,. »
La décision a été rendue le 24 juin 2022, par six voix contre trois, statuant que la loi du Mississippi était valide, et par cinq voix contre quatre que le droit à l'avortement n'était pas un droit constitutionnel, ce qui annule en même temps Roe et Casey, et disant que les États devraient avoir le pouvoir discrétionnaire de réglementer l'avortement. L'opinion majoritaire, rédigée par Samuel Alito, était sensiblement équivalente au projet divulgué.

Projection en 2020 sur les changements possibles à la suite de l'arrêt Dobbs v. Jackson Women's Health Organization
États où une loi antérieure à Roe v. Wade existe toujours
États où une loi prévoit l'interdiction en cas d'annulation de Roe v. Wade
États où les deux cas précédent s'appliquent

## Incidences politiques ou juridiques dans d'autres pays

### Canada
La décision de la Cour suprême des États-Unis n'a à peu près aucun impact au Canada car dans l'arrêt R. c. Morgentaler, l'invalidation d'une disposition du Code criminel interdisant l'avortement repose sur une violation par cette disposition pénale du droit à la vie, à la liberté et à la sécurité de sa personne (article 7 de la Charte canadienne des droits et libertés), une violation non conforme aux principes de justice fondamentale qui ne peut être justifiée dans le cadre d'une société libre et démocratique (article premier de la Charte). Ces dispositions constitutionnelles sont propres à la Constitution du Canada et ont assez peu de choses à voir avec celles de la Constitution des États-Unis. Par contre, Roe v. Wade a fortement influencé l'arrêt Morgentaler de 1988 car il est cité à plusieurs reprises dans le jugement canadien de 1988. Son renversement aux États-Unis pourrait rendre quelque peu périmés les motifs de la décision canadienne, sans changer cependant la substance du raisonnement juridique derrière ses conclusions,.
Toutefois, la députée et journaliste québécoise Martine Biron a voulu légiférer sur l'avortement au Québec après l'arrêt Dobbs des États-Unis car elle souhaitait réagir à cette décision. Sauf quelques exceptions comme une loi d'accès sécuritaire ontarienne adoptée en 2017, le Canada a une espèce de vide juridique presque complet en matière d'avortement depuis la décision de ne pas légiférer qui a été prise par législateurs fédéral et provinciaux à la suite de l'arrêt Morgentaler de 1988. La députée Biron s'est ensuite ravisée car des groupes de femmes lui ont fait savoir qu'en légiférant, elle risquait de remettre en cause le statu quo et de rouvrir le débat sur l'avortement. La crainte de rouvrir le débat est en partie motivée par le fait qu'en 1988, les juges majoritaires de la Cour suprême n'ont jamais véritablement reconnu un droit positif à l'avortement, mais ont seulement reconnu que la disposition du Code criminel contestée constituait un manquement inacceptable sur le plan de l'équité procédurale, en laissant planer la possibilité qu'une rédaction différente puisse ne pas constituer une violation de la Charte. Seul le jugement dissident de la juge  Bertha Wilson aurait reconnu l'équivalent d'un droit à l'avortement car elle est d'avis que toutes les lois pénales interdisant l'avortement sont inconstitutionnelles.

### France
Plusieurs commentateurs ont souligné le fait que l'inscription du droit à l'avortement dans la constitution française en 2024 fut inspiré par le renversement de Roe v Wade aux États-Unis. Auparavant, un droit à l'IVG était revendiqué comme tel par de larges pans de la société française, mais ce droit n'avait jusque-là pas encore été inscrit dans la constitution.